# Markus Harzenetter

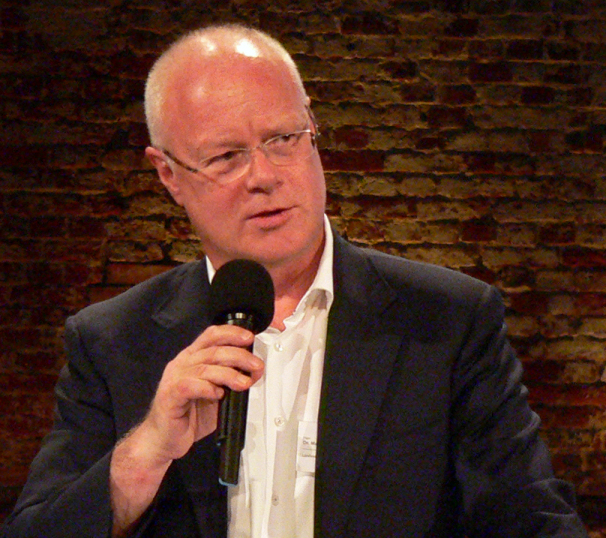
Markus Harzenetter (2017)

Markus Harzenetter (* 1965 in Memmingen) ist ein deutscher Kunsthistoriker und seit Mai 2015 Präsident des Landesamts für Denkmalpflege Hessen.

## Leben und Wirken
Markus Harzenetter studierte Kunstgeschichte, Neuere und Neueste Geschichte sowie Denkmalpflege an der Universität Bamberg. Nach der Promotion in Kunstgeschichte im Jahr 1992 mit der Dissertation Zur Münchner Secession: Genese, Ursachen und Zielsetzungen dieser intentionell neuartigen Münchner Künstlervereinigung und Stationen in zwei fränkischen Museen absolvierte er von 1994 bis 1995 ein Volontariat am Bayerischen Landesamt für Denkmalpflege. Von 1995 bis 2000 war er Leiter der Abteilung Denkmalpflege bei der Stadt Regensburg und kehrte anschließend zurück ins Bayerische Landesamt für Denkmalpflege, wo er ab 2003 als Referatsleiter für die Bayerische Denkmalliste war. 2004 wurde er Hauptkonservator und Leiter der Abteilung Denkmalerfassung und Denkmalforschung.
Harzenetter wurde 2007 zum Leiter der LWL-Denkmalpflege, Landschafts- und Baukultur in Westfalen beim Landschaftsverband Westfalen-Lippe und damit zum Landeskonservator für Westfalen-Lippe berufen. Im Mai 2015 wurde er Präsident des Landesamtes für Denkmalpflege Hessen. Dort ist er auch  Beauftragter des Landes Hessen für das UNESCO-Weltkulturerbe.
Seit 2014 ist er zudem Vorsitzender der Vereinigung der Denkmalfachämter in den Ländern. Seit Ende 2019 lehrt er als Honorarprofessor am kunstgeschichtlichen Institut der Goethe-Universität Frankfurt.
Harzenetter publizierte verschiedene Veröffentlichungen zu einzelnen Baudenkmälern sowie zu Fragen der Konzeption und Organisation von Denkmalerfassung und -forschung; darüber hinaus zahlreiche Vorworte und Jahresberichte in Veröffentlichungen seiner Denkmalämter.

## Mitgliedschaften und Ehrenämter
- 1995–2000: Arbeitsgruppe Kommunale Denkmalpflege des Deutschen Städtetages.
- 2001–2008: Arbeitsgruppe Inventarisation der Vereinigung der Landesdenkmalpfleger (Sprecher 2003–2008)
- seit 2007: Amtsleiterkonferenz der Vereinigung der Landesdenkmalpfleger (stellvertretender Vorsitzender von Sommer 2010 bis Sommer 2014, seit Sommer 2014 Vorsitzender[3][7])
- 2008–2014: Arbeitsgruppe Öffentlichkeitsarbeit des Deutschen Nationalkomitees für Denkmalschutz (DNK)
- seit 2009: Expertengruppe Städtebaulicher Denkmalschutz des Bundesministeriums des Innern, für Bau und Heimat[8]
- seit 2014: European Heritage Heads Forum
- seit 2011: ICOMOS[9] und ICOMOS-Monitoringgruppe.
- seit 2014: Deutsche Akademie für Städtebau und Landesplanung (DASL)
- Kuratorium und Wissenschaftliche Kommission der Deutschen Stiftung Denkmalschutz[10]

## Schriften (Auswahl)
- Sintflutmythen und Sintflutphantastereien. In: Die Sintflut (Schriftenreihe des Historischen Museums Bamberg; 8). Hrsg.: Lothar Hennig. Bamberg 1988, S. 89–97.
- Die Pfarrkirche St. Martin in Sontheim a. d. Günz (=  Kleine Kirchenführer, 1708). Schnell & Steiner, München und Zürich 1988.
- Johann Michael Bertele. Ein barocker Kunstschreiner aus Sontheim. In: 1150 Jahre Sontheim. Sontheim 1988, S. 135–138. [Festschrift.]
- Otto Hierl-Deronco – ein 'zufälliger' Memminger Künstler als Mitbegründer der Münchner Secession. In: Der Spiegelschwab. Heimatbeilage der Memminger Zeitung, 3 (1991) S. 9 f., 4 (1991) S. 14 f., 5 (1991) S. 19.
- Zur Münchner Secession: Genese, Ursachen und Zielsetzungen dieser intentionell neuartigen Münchner Künstlervereinigung (= Miscellanea Bavarica Monacensia, 158). Uni-Druck, München 1992, ISBN 978-3-87821-281-2. (zugl. Dissertation)
- Technische Denkmale in Regensburg: Ein Blick auf eine unterschätzte Denkmalkategorie. In: Denkmalpflege in Regensburg: Berichte – Projekte – Aufgaben (= Denkmalpflege in Regensburg, Bd. 6). Hrsg.: Stadt Regensburg, Amt für Archiv und Denkmalpflege. Regensburg 1998, S. 22–32.
- Baudenkmalpflege in Regensburg. In: Regensburg. Wegweiser zu Denkmalschutz und Denkmalpflege. Hrsg. Stadt Regensburg, Amt für Archiv und Denkmalpflege, Abteilung Denkmalpflege. Merseburg 1999, S. 8–10.
- Ein ‚Prüfstein für das kulturelle Gewissen Deutschlands’. Paradigmen der Altstadtsanierung Regensburgs. In: Regensburger Stadtgeschichte. Bd. 1. Hrsg. Peter Schmid. Regensburg 2000, S. 572–603.
- Aspekte der Stadtsanierung in Regensburg: Das städtebauliche Seminar der Stiftung Regensburg. In: Denkmäler des Wandels: Produktion, Technik, Soziales (1800 bis 2000). (= Beiträge des Regensburger Herbstsymposions zur Kunst, Geschichte und Denkmalpflege vom 24. bis 26. November 2000) Regensburg 2003, S. 26–35.
- Künftige Strategien der Denkmalerfassung und Denkmalforschung: Das Großinventar im Dialog mit der Städtebaulichen Denkmalpflege. In: Denkmalpflege Informationen. Hrsg. Bayerisches Landesamt für Denkmalpflege, Ausgabe B 130 (März 2005), S. 83–85.

- Welterbe – Königsdisziplin der Denkmalpflege? In: C. Asshoff, J. Verhoeven  (Hrsg.): „Eine Stadt müssen wir erbauen, eine ganze Stadt!“ Die Künstlerkolonie Darmstadt auf der Mathildenhöhe. Internationale Fachtagung veranstaltet vom Landesamt für Denkmalpflege Hessen, der Wissenschaftsstadt Darmstadt und dem Deutschen Nationalkomitee von ICOMOS e.V., Darmstadt 2016. ICOMOS, Berlin 2017, S. 27–32.

- mit Anna Hitthaler: Stadtentwicklungsdynamik und baukulturelles Erbe aus der Perspektive der städtebaulichen Denkmalpflege. In: H. Drost, J. Jessen (Hrsg.): Praxisfeld Historische Städte: entwickeln – kooperieren – umsetzen. Stuttgart 2019, S.,134-150.

- mit Katrin Bek: Denkmalpflege als Vermittlung. In: L. Vogel, U. Ritzerfeld, M. Müller-Bering, H. T. Gräf, S. Aumann (Hrsg.): Mehr als Stadt, Land, Fluss: Festschrift für Ursula Braasch-Schwersmann. Verlag Ph. C. W. Schmid, Neustadt an der Aisch 2020, S. 267–271.

- mit Verena Jakobi, Udo Recker: 50 Jahre Landesamt für Denkmalpflege Hessen. Entstehung und Vorgeschichte. In: Denkmal Hessen Jubiläum 2024. Verlag Resolving-System 2024, S. 11–15. (Online)